# Tricholathys hansi
Tricholathys hansi là một loài nhện trong họ Dictynidae.
Loài này thuộc chi Tricholathys. Tricholathys hansi được Ehrenfried Schenkel-Haas miêu tả năm 1950.